# Ломоносово (Крым)
Ломоно́сово  (до 1948 года переселенческий участок № 15; укр. Ломоносове, крымскотат. Lomonosovo, Ломоносово) — село в Нижнегорском районе Республики Крым, входит в состав Желябовского сельского поселения (согласно административно-территориальному делению Украины — Желябовского сельского совета Автономной Республики Крым).

## Население
| 2001 | 2014 |
| ---- | ---- |
| 747  | ↘575 |

Всеукраинская перепись 2001 года показала следующее распределение по носителям языка
| Язык             | Процент |
| ---------------- | ------- |
| украинский       | 40.56   |
| крымскотатарский | 33.07   |
| русский          | 26.24   |

### Динамика численности
- 1939 год — 314 чел.[10]
- 1989 год — 479 чел.[10]
- 2001 год — 747 чел.[11]
- 2009 год — 658 чел.[12]
- 2014 год — 575 чел.[13]

## Современное состояние
На 2017 год в Ломоносово числится 10 улиц; на 2009 год, по данным сельсовета, село занимало площадь 31 гектар на которой, в 178 дворах, проживало 658 человек. В селе действует фельдшерско-акушерский пункт, библиотека-филиал № 26.

## География
Ломоносово — село в центре района, в степном Крыму, на правом берегу Салгира, высота центра села над уровнем моря — 36 м. Соседние сёла: Желябовка в 4 км на восток и Ивановка — в 3,5 км на юго-восток. Расстояние до райцентра — около 10 километров (по шоссе) на север, там же ближайшая железнодорожная станция — Нижнегорская (на линии Джанкой — Феодосия). Транспортное сообщение осуществляется по региональной автодороге 35Н-365 от шоссе 35Н-016 Нижнегорский — Белогорск (по украинской классификации — С-0-10909).

## История
Еврейский переселенческий участок 15, также носивший название Возрождение (иначе Красный Бурлак) был основан уже в составе Сейтлерского района, то есть после сентября 1930 года (по другим сведениям после 15 сентября 1931 года). По данным всесоюзной переписи населения 1939 года в селе проживало 314 человек. Вскоре после начала отечественной войны часть еврейского населения Крыма была эвакуирована, из оставшихся под оккупацией большинство расстреляны.
В 1944 году, после освобождения Крыма от фашистов, 12 августа 1944 года было принято постановление № ГОКО-6372с «О переселении колхозников в районы Крыма» и в сентябре 1944 года в район приехали первые новоселы (320 семей) из Тамбовской области, а в начале 1950-х годов последовала вторая волна переселенцев из различных областей Украины. С 25 июня 1946 года селение в составе Крымской области РСФСР. Указом Президиума Верховного Совета РСФСР от 18 мая 1948 года, переселенческий участок № 15 переименовали в Ломоносово. В 1950 году колхозы им. Желябова (село Желябовка) и «Возрождение» (село Ломоносово) объединились в один — им. Желябова. 26 апреля 1954 года Крымская область была передана из состава РСФСР в состав УССР. Время включения в Желябовский сельсовет пока не установлено: на 15 июня 1960 года село уже числилось в его составе. По данным переписи 1989 года в селе проживало 479 человек. С 12 февраля 1991 года село в восстановленной Крымской АССР, 26 февраля 1992 года переименованной в Автономную Республику Крым. С 21 марта 2014 года в составе Крыма аннексировано Россией.